# Miquels Linde
Miquels Linde (Tilia miqueliana) ist ein kleiner Baum aus der Gattung der Linden (Tilia). Das natürliche Verbreitungsgebiet der Art liegt in Japan und China. Sie wird manchmal als Bienenweide gepflanzt.

## Beschreibung

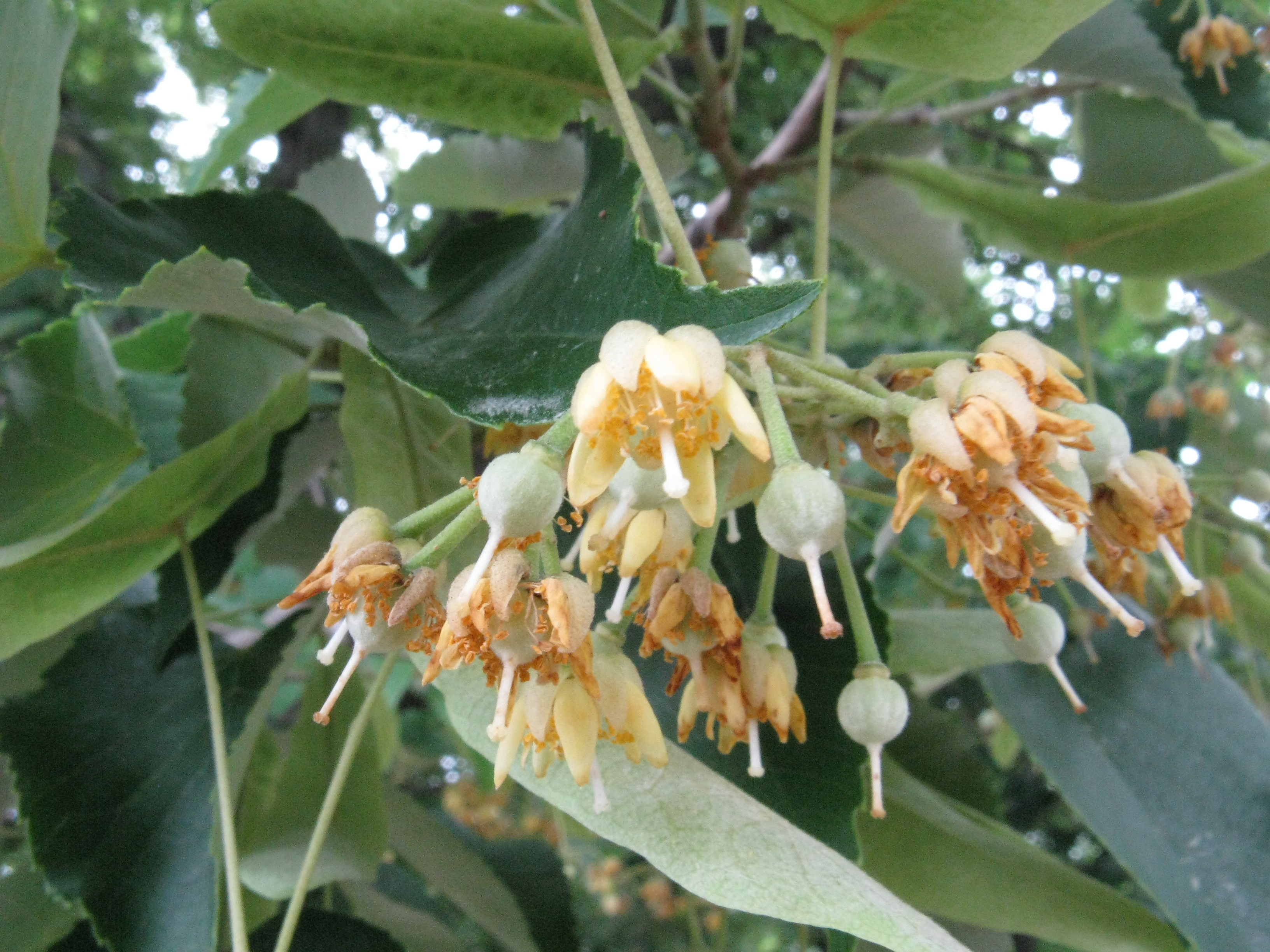
Blütenstand

Miquels Linde ist ein 10 bis selten 20 Meter hoher Baum mit grauweißer Rinde. Die Zweige sind gelbbraun filzig behaart. Die Endknospen sind eiförmig und ebenfalls gelbbraun filzig behaart. Die Laubblätter haben einen 3 bis 4 Zentimeter langen, stielrunden, filzig sternhaarigen Stiel. Die Blattspreite ist selten ab 5 meist 9 bis 12 Zentimeter lang und ab 4 meist 7 bis 9,5 Zentimeter breit, eiförmig-rundlich, spitz, mit herzförmiger, selten schiefer Basis und gesägtem Blattrand. Es werden sechs bis acht Nervenpaare gebildet. Die Blattoberseite ist dunkelgrün und kahl, die Blattunterseite ist grau bis gelblich grau filzig sternhaarig ohne Achselbärte.
Die Blütenstände sind 6 bis 8 Zentimeter lange Zymen aus drei bis zwölf Blüten. Der Blütenstiel ist grau filzig behaart. Die Tragblätter sind sitzend oder haben einen 2 bis 3 Millimeter langen Stiel. Sie sind 8 bis 12 Zentimeter lang und 1,5 bis 2,5 Zentimeter breit, länglich-verkehrt-lanzettlich, mit stumpfem Ende, schmal keilförmiger Basis und auf einer Länge von 4 bis 6 Zentimeter mit der Blütenstandsachse verwachsen. Beide Blattseiten sind mit Sternhaaren besetzt. Der Blütenstiel ist 8 bis 12 Millimeter lang. Die Kelchblätter sind 5 bis 6 Millimeter lang und grau behaart. Die Kronblätter sind etwas länger als die Kelchblätter. Die Staubblätter sind etwas kürzer als die Kronblätter, die fünf Staminodien sind etwas kürzer als die Staubblätter. Der Fruchtknoten ist behaart. Der Griffel ist gleich lang wie die Kronblätter. Die Früchte sind rundlich, nicht kantig, flaumig sternhaarig und warzig. Das Exokarp ist holzig und hart. Miquels Linde blüht im Juli.
Die Chromosomenzahl beträgt 2n=164.

## Vorkommen und Standortansprüche
Das natürliche Verbreitungsgebiet liegt in China in den Provinzen Anhui, Guangdong, Jiangsu, Jiangxi und Zhejiang; in Japan wurde sie eingebürgert. Miquels Linde wächst in Steppen und Trockenwäldern auf frischen, schwach sauren bis schwach alkalischen, sandig-lehmigen bis lehmigen, nährstoffreichen Böden an sonnigen bis lichtschattigen Standorten. Die Art ist meist frosthart.

## Systematik
Miquels Linde (Tilia miqueliana) ist eine Art aus der Gattung der Linden (Tilia). Sie wird in der Familie der Malvengewächse (Malvaceae) der Unterfamilie der Lindengewächse (Tilioideae) zugeordnet. Die Art wurde 1880 von Karl Johann Maximowicz erstmals gültig wissenschaftlich beschrieben. Der Gattungsname Tilia stammt aus dem Lateinischen und wurde schon von den Römern für die Linde verwendet. Das Artepitheton miqueliana ehrt den deutsch-niederländischen Botaniker Friedrich Anton Wilhelm Miquel.

## Verwendung
Miquels Linde wird selten als Bienenweide genutzt.

## Nachweise